# Coppa Sabatini 2002
La Coppa Sabatini 2002, cinquantesima edizione della corsa, si svolse il 26 settembre 2002 su un percorso di 197,7 km. La vittoria fu appannaggio dell'italiano Paolo Bettini, che completò il percorso in 4h30'31", precedendo i connazionali Andrea Ferrigato e Ruggero Marzoli.

## Ordine d'arrivo (Top 10)
| Pos. | Corridore          | Squadra                    | Tempo    |
| ---- | ------------------ | -------------------------- | -------- |
| 1    | Paolo Bettini      | Mapei-Quick Step           | 4h30'31" |
| 2    | Andrea Ferrigato   | Alessio                    | s.t.     |
| 3    | Ruggero Marzoli    | Formaggi Trentini          | s.t.     |
| 4    | Michael Boogerd    | Rabobank                   | s.t.     |
| 5    | Fabiano Fontanelli | Mercatone Uno              | s.t.     |
| 6    | Michele Bartoli    | Fassa Bortolo              | s.t.     |
| 7    | Giuseppe Palumbo   | De Nardi-Pasta Montegrappa | s.t.     |
| 8    | Mirko Celestino    | Saeco-Longoni Sport        | s.t.     |
| 9    | Serge Baguet       | Lotto-Adecco               | s.t.     |
| 10   | Geert Verheyen     | Rabobank                   | s.t.     |